# East Fest
Az East Fest Kelet-Magyarország legújabb fesztiválja, melyet Mezőtúron rendeznek meg 2012 óta. A rendezvényen a legtöbb ismert zenész fellép, akár populáris zenéről, akár rockról, akár hiphopról, vagy elektronikus stílusról van szó. Ezen kívül lehetőséget adnak feltörekvő előadóknak is, 2017-ben 3 stílus 6 előadója mutathatja meg tehetségét. 
2017-től nyitott a külföldi fellépők felé is, abban az évben Basshunter-t, míg 2018-ban Fedde Le Grand-et is meg hívták a fesztiválra.

## Történet
Az East Fest 2012 nyarán érkezett Mezőtúrra, ahol 2006-ig a WAN2 Fesztivált rendezték. Az East Fest azonban nem annak másolata kíván lenni, hanem egy új kezdeményezésként teljesen új szervezőcsapattal és a rendezvény stílusában is a mai igényekhez igazodik. A rendezvénynek otthont adó Mezőtúri Városi Strandon és környékén a látogatók gyönyörű, parkos környezetben találkozhatnak az előadókkal.

## Helyszín
Mezőtúr az Alföld középső részén, a Hortobágy-Berettyó-főcsatorna két partján, Budapesttől 150 km-re, Szolnoktól 50 km-re, a 46-os főút mentén helyezkedik el. A város a Budapest-Szolnok-Békéscsaba nemzetközi vasútvonalon vonattal is könnyen megközelíthető. A MÁV-START Zrt. és a GYSEV Zrt. a fesztiválra utazók részére 50%-os alkalmi menettérti kedvezményt biztosít bármely belföldi állomásról Mezőtúr állomásra.
Az idelátogató turisták körében igen kedvelt a városi strand és fedett uszoda, mely a városi víztorony mellett, az Erzsébet liget bejáratánál helyezkedik el.
A fürdő 2,5 hektáros területe teljesen parkosított, ahol az árnyékot adó fák, díszcserjék mellett a nagy összefüggő zöldterület is szerepet kap. A fürdő szomszédságában található az Erzsébet liget és a 6 hektáros ligeti tó, mely körül közel 1200 méter sétány és kerékpárút ideális helyet nyújt a sétára, illetve az aktív pihenésre.

## Küldetés
Az East Fest a szórakoztatáson túl a fesztivál keretein belül kiemelten foglalkozik a fiatalokat érintő legégetőbb problémákkal. A rendezvény minden évben egy nagy jelentőséggel bíró témával foglalkozik és megteremti a lehetőséget arra, hogy az adott tárgyban kompetens és tájékozott, szakmailag magasan elismert személyektől hallhassanak a résztvevők megoldási javaslatokat, elképzeléseket. A 2013-as fesztivál témája az elvándorlás volt.

## Programok
A számos hazai könnyűzenei előadók mellett a fesztivál idején rengeteg más program is várja a kilátogatókat. A kempingezés és a strandhasználat napijegy vagy heti bérlet függvényében is ingyenes. Napközben sport- és kulturális programokon vehetnek részt a fesztiválozók. Az extrém kalandokat kedvelőknek minden évben lehetőségük van kipróbálni a bungee jumpingot vagy az óriáskatapultot. A Civil Faluban megtekinthetik a katonai és sport bemutatókat, valamint stand up előadók műsorát. Étel- és italfogyasztást a területre kitelepült büfék és étkezdék biztosítják.

## Ingyen város kezdeményezés
Az East Fest 2013-ban csatlakozott az „ingyen város” kezdeményezéshez, melynek lényege, hogy 3 hazai és 2 határon túli város lakói ingyenesen látogathatják a rendezvényt. Ebben az évben ezek a települések Eger, Gyula, Pécs, Nagyvárad és Zenta. Minden évben a szervezők választják ki az aktuális városokat.

## Ingyen egyetem kezdeményezés
Minden évben a fesztivál hivatalos Facebook-oldalán a szervezők megszavaztatják a látogatókkal az adott évben melyik hazai egyetem hallgatói látogathatják ingyen a rendezvényt. A kiválasztás után előzetes regisztráció során jelentkezhet 200 fő az ingyen bérletéért.